# Ташкентка
Ташкентка (каз. Ташкент) — село в Кызылжарском районе Северо-Казахстанской области Казахстана. Входит в состав Берёзовского сельского округа. Код КАТО — 595037600.

## Население
В 1999 году население села составляло 328 человек (148 мужчин и 180 женщин). По данным переписи 2009 года, в селе проживало 251 человек (120 мужчин и 131 женщина).